# День Сёва
День Сёва (яп. 昭和の日 Сё:ва-но хи) — день рождения Хирохито (Императора Сёва), государственный праздник Японии, отмечается 29 апреля, начиная с 2007 года. Официально, отмечается не в память о самом императоре, а в память о периоде, именуемым его девизом правления. Первоначально 29 апреля праздновался День рождения императора. После смерти Хирохито, в 1989—2006 годах 29 апреля праздновался День зелени. Было предпринято несколько попыток объявить национальный праздник в честь императора и периода Сёва; наконец, в 2005 году соответствующий закон («О национальных праздниках») был принят Парламентом Японии. Начиная с 2007 года 29 апреля празднуется День Сёва, а День зелени перемещён на 4 мая.
Со Дня Сёва начинается японская Золотая неделя.